# Robert Llorens
Robert Llorens (* 16. März 1956 in Oujda, Marokko) ist ein ehemaliger französischer Fußballspieler.

## Karriere

### Wechsel nach Lens und erste Profijahre (bis 1979)
Llorens wurde 1956 in Marokko geboren, das zwei Wochen vor seiner Geburt seine Unabhängigkeit von Frankreich erlangt hatte. Das Fußballspielen begann er an der südfranzösischen Mittelmeerküste bei der ESCN La Ciotat. Zu Beginn der 1970er-Jahre nahm der Verein aus der Umgebung von Marseille am Spielbetrieb der zweiten Liga teil und im Verlauf der Spielzeit 1972/73 wurde der erst 16 Jahre alte Offensivspieler erstmals in den Kader der ersten Mannschaft berufen. Für diese konnte er acht Zweitligapartien bestreiten, musste am Saisonende allerdings den Abstieg hinnehmen. In der nachfolgenden Zeit wurde er zunehmend häufiger aufgeboten, erlebte mit La Ciotat aber eine sportliche Negativentwicklung, die 1974 zum zweiten Abstieg in Serie führte. In der Saison 1974/75 gewann er mit seiner Mannschaft zwar die Meisterschaft in der regionalen Spielklasse Division d’Honneur, doch folgte dem ein Scheitern in der Aufstiegsrunde. Durch gute individuelle Leistungen hatte Llorens das Interesse des Erstligisten RC Lens geweckt und unterschrieb dort 1975 einen Profivertrag.
Anfänglich besaß er unter Trainer Arnold Sowinski bei Lens keine Aussicht auf regelmäßige Einsätze und bestritt in der Saison 1975/76 lediglich zwei Erstligabegegnungen. Zusätzlich wurde der Stürmer auch bei einer Partie im Europapokal der Pokalsieger 1975/76 aufgeboten und konnte gegen den irischen Klub Home Farm FC seinen ersten Pflichtspieltreffer für die Nordfranzosen erzielen. Die Begegnung blieb zugleich der einzige internationale Auftritt im Verlauf seiner Karriere. In den darauffolgenden Spielzeiten wurde er häufiger aufgeboten, ohne allerdings einen festen Stammplatz einzunehmen. Mit drei Treffern in neun bestrittenen Partien war er 1976/77 am Erreichen der Vizemeisterschaft hinter dem FC Nantes beteiligt. Dies bedeutete die erneute Qualifikation für den UEFA-Pokal, in welchem Lens – allerdings ohne seine Mitwirkung – unter anderem Lazio Rom schlagen konnte. In der Liga stürzte die Elf hingegen ab und musste letztlich aufgrund des schlechteren Torverhältnisses gegenüber Olympique Lyon sogar den Abstieg hinnehmen. 1979 schaffte Lens jedoch den direkten Wiederaufstieg. Da Llorens sich nie einen festen Stammplatz hatte erkämpfen können, nahm er trotz des Aufstiegs ein Angebot von Stade Rennes wahr und blieb damit in der zweiten Liga.

### Stürmer in Rennes (1979–1982)
Bei Rennes avancierte Llorens sofort zum Stammspieler und spielte in der Offensive an der Seite von Guy Nosibor und Gérard Saliné. In der Spielzeit 1979/80 erzielte er elf Treffer und scheiterte mit Rennes erst in der Aufstiegsrelegation an einer möglichen Qualifikation für die höchste Spielklasse. Daran anschließend veranlasste ihn der Trainer Pierre Garcia zu einem Positionswechsel, durch den er eine Rolle im offensiven Mittelfeld zugewiesen bekam. Der Kampf um den Aufstieg verlief allerdings nicht erfolgreicher und besonders in der Saison 1981/82 wurde dieses Ziel deutlich verfehlt. Im Sommer 1982 wechselte er zum Ligarivalen Le Havre AC.

### Zeit in Le Havre und letzte Spielerjahre (1982–1989)
Nach anfänglichen Schwierigkeiten wurde der Offensivspieler in der Saison 1983/84 zu einer wichtigen Figur in Le Havres Mannschaft, mit der er den dritten Tabellenrang in der damals in zwei Gruppen geteilten zweiten Liga belegte. 1985 schaffte Llorens mit seinen Mannschaftskollegen als Gruppensieger den Aufstieg in die höchste Spielklasse, in welche er nach insgesamt sieben Jahren Zweitklassigkeit zurückkehrte. Die Aufstiegsmannschaft war mit vielen erfahrenen Akteuren ausgestattet, wobei Llorens auch in der ersten Liga seinen Stammplatz behielt. 1986 gelang der Ligaverbleib nur dank eines besseren Torverhältnisses gegenüber der AS Nancy und auch am Ende der Spielzeit 1986/87 bestand lediglich ein knapper Vorsprung auf den ersten Absteiger. Einen wesentlichen Beitrag zum Klassenerhalt hatte in diesem Jahr Llorens geleistet, der mit elf Treffern bester Torschütze seiner Mannschaft war. Hingegen wurde er in der darauffolgenden Saison nur noch fünf Mal aufgeboten und musste seinen Stammplatz dem Nachwuchsspieler Thierry Moreau überlassen. 1988 stieg Le Havre als Tabellenletzter in die zweite Liga ab.
Im Anschluss an den Abstieg verließ der Stürmer Le Havre und schloss sich der ebenfalls zweitklassig antretenden US Valenciennes-Anzin an. Dort bestritt er für die Dauer der Saison 1988/89 sein letztes Profijahr, kam allerdings nicht über 13 Einsätze hinaus. 1989 wechselte er zum Drittligisten FC Perpignan, was für den 33 Jahre alten Spieler nach 86 Erstligapartien mit 22 erzielten Toren sowie 209 Zweitligaspielen mit 41 Treffern den Abschied aus dem Profifußball bedeutete.

### Weiteres Wirken im Fußball (nach 1989)
Llorens spielte von 1989 an ein Jahr für den Drittligisten FC Perpignan und kehrte 1990 zu seinem Jugendverein aus La Ciotat zurück. Dort wirkte er zu Beginn in einer Doppelrolle als Spielertrainer und konzentrierte sich dann ganz auf die Trainerarbeit. Dem mittlerweile unterklassig antretenden Klub blieb er in dieser Funktion bis 1999 treu, wobei es von 1995 bis 1996 zu einer zwischenzeitlichen Auszeit kam. 2005 übernahm er bei La Ciotat die Rolle des Sportdirektors und 2009 stellte ihn der Profiklub FC Toulouse als Spielerbeobachter für die Region Provence-Alpes-Côte d’Azur ein.